# Sunburn (single van Muse)
Sunburn is de vierde single van het debuutalbum Showbiz van de Britse rockband Muse. De coupletten van het nummer worden gespeeld op piano terwijl het refrein en de solo op de gitaar gespeeld wordt. Het einde van het nummer is daarentegen weer op de piano. Live speelt Matthew Bellamy daarom óf alles op de piano óf alles op de gitaar.

## Muziekvideo
De muziekvideo voor Sunburn, die geregisseerd is door Nick Gordon, bevat een jonge Brooke Kinsella (die later bekend werd als actrice in de Britse serie EastEnders). Ze past op een kleine jongen, totdat ze de trap opgaat om iets te onderzoeken. Als ze de slaapkamer binnenkomt, gaat ze de kast in om sieraden te stelen. Ondertussen verschijnen Matthew Bellamy en Christopher Wolstenholme in de spiegels naast haar. Voordat ze hen kan zien, verdwijnen ze. Als ze voor een grote spiegel staat, schrikt ze omdat Bellamy, Wolstenholme en Dominic Howard uit het niks opduiken. Naarmate het nummer vordert, wordt ze steeds meer gefrustreerd en gooit ze uiteindelijk een voorwerp naar de spiegel, waardoor deze kapotgaat. De jongen komt later naar boven, gaat de slaapkamer binnen en ziet dat de ruimte een rotzooi is en kijkt dan achterom. Muse is verdwenen in de spiegel en in plaats van hen is nu de jonge vrouw gevangen in de spiegel.

## Tracklist
Alle muziek en teksten zijn geschreven door Matthew Bellamy. 
| 1.                | Sunburn                           | 3:54 |
| 2.                | Sunburn (akoestische live-versie) | 4:15 |
| Totale duur: 9:50 |                                   |      |

| 1.                 | Sunburn        | 3:54 |
| 2.                 | Ashamed        | 3:47 |
| 3.                 | Sunburn (live) | 3:49 |
| Totale duur: 11:30 |                |      |

| 1.                 | Sunburn    | 3:54 |
| 2.                 | Yes please | 3:06 |
| 3.                 | Uno (live) | 3:49 |
| Totale duur: 10:49 |            |      |

| Nr. | Titel                 | Duur |
| --- | --------------------- | ---- |
| 1.  | Sunburn (radioversie) | 3:33 |

| 1.                 | Sunburn (Timo Maas Sunstroke Remix)  | 6:44 |
| 2.                 | Sunburn (Timo Maas Breakz Again Mix) | 5:27 |
| 3.                 | Sunburn (Steven McCreery Remix)      | 7:49 |
| Totale duur: 21:00 |                                      |      |

| 1.                 | Sunburn (radioversie)             | 3:33 |
| 2.                 | Ashamed                           | 3:47 |
| 3.                 | Sunburn (akoestische live-versie) | 4:15 |
| 4.                 | Uno (live)                        | 3:49 |
| Totale duur: 15:24 |                                   |      |

## Trivia
- Coldplay heeft hun bekendste nummer Clocks geïnspireerd op de pianoriff van Sunburn. Matthew Bellamy raadde het publiek ook aan om naar Coldplay te kijken op het Eurockéennesfestival in 2000 (voordat ze nog grote bekendheid hadden).